# Rauseda
Rauseda (en francès Rouzède) és un municipi francès situat al departament del Charente i a la regió de la Nova Aquitània. L'any 2007 tenia 254 habitants.

## Demografia

### Població
El 2007 la població de fet de Rouzède era de 254 persones. Hi havia 114 famílies de les quals 24 eren unipersonals (12 homes vivint sols i 12 dones vivint soles), 51 parelles sense fills, 35 parelles amb fills i 4 famílies monoparentals amb fills.
La població ha evolucionat segons el següent gràfic:
Habitants censats

### Habitatges
El 2007 hi havia 175 habitatges, 114 eren l'habitatge principal de la família, 58 eren segones residències i 3 estaven desocupats. 174 eren cases i 1 era un apartament. Dels 114 habitatges principals, 95 estaven ocupats pels seus propietaris, 18 estaven llogats i ocupats pels llogaters i 1 estava cedit a títol gratuït; 5 tenien dues cambres, 18 en tenien tres, 27 en tenien quatre i 64 en tenien cinc o més. 78 habitatges disposaven pel capbaix d'una plaça de pàrquing. A 48 habitatges hi havia un automòbil i a 54 n'hi havia dos o més.

### Piràmide de població
La piràmide de població per edats i sexe el 2009 era:
| Homes | Edats   | Dones |
| ----- | ------- | ----- |
| 0     | 95 o +  | 0     |
| 0     | 90 a 94 | 0     |
| 0     | 85 a 89 | 4     |
| 4     | 80 a 84 | 0     |
| 4     | 75 a 79 | 4     |
| 4     | 70 a 74 | 8     |
| 20    | 65 a 69 | 20    |
| 8     | 60 a 64 | 4     |
| 8     | 55 a 59 | 8     |
| 12    | 50 a 54 | 12    |
| 8     | 45 a 49 | 4     |
| 12    | 40 a 44 | 16    |
| 20    | 35 a 39 | 8     |
| 4     | 30 a 34 | 0     |
| 4     | 25 a 29 | 8     |
| 4     | 20 a 24 | 4     |
| 4     | 15 a 19 | 8     |
| 12    | 10 a 14 | 12    |
| 4     | 5 a 9   | 8     |
| 0     | 0 a 4   | 8     |

## Economia
El 2007 la població en edat de treballar era de 145 persones, 95 eren actives i 50 eren inactives. De les 95 persones actives 86 estaven ocupades (47 homes i 39 dones) i 9 estaven aturades (3 homes i 6 dones). De les 50 persones inactives 24 estaven jubilades, 12 estaven estudiant i 14 estaven classificades com a «altres inactius».

### Ingressos
El 2009 a Rouzède hi havia 113 unitats fiscals que integraven 257 persones, la mediana anual d'ingressos fiscals per persona era de 15.363 €.

### Activitats econòmiques
Dels 16 establiments que hi havia el 2007, 2 eren d'empreses extractives, 3 d'empreses de fabricació d'altres productes industrials, 1 d'una empresa de construcció, 1 d'una empresa d'hostatgeria i restauració, 1 d'una empresa immobiliària, 5 d'empreses de serveis, 1 d'una entitat de l'administració pública i 2 d'empreses classificades com a «altres activitats de serveis».
Dels 2 establiments de servei als particulars que hi havia el 2009, 1 era una fusteria i 1 restaurant.
L'any 2000 a Rouzède hi havia 20 explotacions agrícoles que ocupaven un total de 495 hectàrees.

## Equipaments sanitaris i escolars
El 2009 hi havia una escola elemental integrada dins d'un grup escolar amb les comunes properes formant una escola dispersa.

## Poblacions més properes
El següent diagrama mostra les poblacions més properes.